# Böhmische Mark
Die Böhmische Mark (auch marchia bohemica) war ein früher angenommenes kurzlebiges historisches Gebiet im Mittelalter auf dem Gebiet des heutigen Niederösterreichs.
Die Böhmische Mark soll das Gebiet von Hardegg an der Thaya im Westen bis zu den Pollauer Bergen und den Falkensteiner Bergen im Osten umfasst haben. Im Süden soll seine Grenze durch die Berge nördlich von Sitzendorf, Hollabrunn, Gnadendorf und Mistelbach gebildet worden sein.
Laut Friedrich Stein soll die Böhmische Mark bzw. die Markgrafschaft gegen Böhmen im Zusammenhang mit den Grafen von Schweinfurt mehrmals genannt worden sein. Eine „marchia bohemica“ ist historisch nur ein einziges Mal als Schenkung an einen Haderich im Jahr 1055 belegt.
Heute wird die Böhmische Mark als Konstruktion von Gelehrten des 19. und 20. Jahrhunderts angesehen, ihre Existenz gilt als widerlegt.